# Раёк (Тверская область)
Раёк — посёлок сельского типа в Торжокском районе Тверской области России. Входит в состав Марьинского сельского поселения.

## География
Деревня находится в центральной части региона, в зоне хвойно-широколиственных лесов, в пределах восточной оконечности Валдайской возвышенности, на реке Логовежь, в 20 км к юго-востоку от Торжка, в 3 км от автодороги «Москва — Санкт-Петербург» М10.
Состоит из двух частей: улица в одну линию домов напротив усадьбы и улица за ручьем в две линии (Малый Раёк, Галки).

### Климат
Климат характеризуется как умеренно континентальный, влажный, с морозной зимой и умеренно тёплым летом. Среднегодовая температура воздуха — 3,9 °C. Средняя температура воздуха самого холодного месяца (января) — −10,2 °C (абсолютный минимум — −48 °C); самого тёплого месяца (июля) — 16,9 °C (абсолютный максимум — 35 °C). Вегетационный период длится около 169 дней. Годовое количество атмосферных осадков составляет около 575—600 мм, из которых большая часть выпадает в тёплый период. Снежный покров держится в течение 135 −140 дней. Среднегодовая скорость ветра варьирует в пределах от 3,1 до 4,1 м/с.
Находится

## История
На месте посёлка ещё до XVIII века был погост Рай. В Реестре 1691 года указано Раёк, в 1693 уже Большой Рай. На начало XVIII века Раек относится к Спасской волости Новоторжского уезда. По метрическим книгам 1731-1749 годов название Сельцо Берешок, Бережок. Метрические книги 1767 года - село Знаменское, Знаменское имение. Пустошь Берешок на плане генерального межевания 1776 года значится как Раец Малый. На карте Тверской губернии топоним Раек добавлен к названию Знаменское-Бережки в 1853 г. На период 1853 года официально существовало два поселения: Бережки Раекъ, Бережки Раекъ тожъ. Погост Рай в документах значится с 1730 по 1917 годы. По Постановлению Совета Министров РСФСР от 30 августа 1960 года № 1327 значится Знаменское (Раёк), где Знаменское-народное название, а Раёк – официальное. Ныне это посёлок Раёк. В него вошли Большой Раёк и Малый Раёк.  
В 1750-е годы рядом с погостом генерал-аншеф Иван Федорович Глебов основал сельцо Бережки-Раек, которое после строительства в 1766 году на погосте взамен деревянной церкви новой каменной Знаменской, место стало именоваться селом Знаменское (Раёк). По данным из архивов, церковь во имя иконы Пресвятой Богородицы "Знамение " построена попечением генерал-аншефа и киевского генерал-губернатора Ивана Федоровича Глебова по "Грамоте, данной Преосвященнейшим Димитрием архиепископом Новгородским на построение каменного храма 1759 года апреля 8-го дня". Церковь строили на том месте, где раньше стояла деревянная, на погосте Рай. Первое упоминание о деревянной церкви было в "Исповедальных ведомостях" города Торжка и его уезда за 1738 год. В 1766 году 18 февраля протопопом Тверского собора Фёдором Андреевым были освящены два придела (Никольский и Трех святителей) в трапезной, а в 1770 году главный престол - Знамения Богородицы. Своды и внутреннее помещение храма расписывал Новоторжский художник Николай Устинов вместе со своей артелью в 1770 году. В 1844 г. поставлен новый иконостас; 1870 г. расширена трапезная, придел в ней остался один - Никольский; когда был упразднен придел Трех святителей, точно не известно; примерно в 1886 г. в трапезной появились плоские потолки, уцелевшие до наших дней. В церкви в 1863 году дьяконом служил Куракин Федор Васильевич (его отец дьячок Василий Арсеньевич Куракин). В 1901 году служили: Священник Иоанн Фёдорович Невский 67-ми лет, окончил духовную семинарию, священником с 1851 года, благочинный, награжден в 1895 году Орденом Святой Анны третьей степени. Диакон Иоанн Васильевич Колачев 29-ти лет, диаконом с 1893 года. Псаломщик Василий Павлович Спасский 40-ка лет, в должности с 1893 года. В 1914 году служили: Священник Николай Новоселов 44-х лет, окончил семинарию, на службе 21 год, в Знаменском храме 4 года. Штатный диакон Иоанн Колачев 43-х лет на службе 21 год. Псаломщик Евгений Муравьёв 34-х лет, окончил семинарию, на службе 12 лет. В храме до революции 1917 года находились главные семейные иконы Глебовых: образ Николая Мирликийского Чудотворца и образ Божией Матери "Знамение", а также несколько икон кисти Боровиковского. 
В середине XIX века в селе Знаменское Новоторжского уезда 13 дворов, 56 жителей.
До 1917 года прихожан в деревнях Боровичи, Буявино, Васильева Гора, Даншиха, Дубровки, Думеново, Любохово, Моркашино, Резаково, Свищево, Сельцо,  - 1038 мужчин и 1497 женщин. 
В состав этого имения так же входили деревни Воронцово, Екатина, Карцево, Новинки, Ушаково, Жабкино.
После Октябрьской революции 1917 года усадьба «Знаменское-Раёк» использовалась как дом отдыха трудящихся. В 1925 году в усадьбе открыли картинную галерею, позже колонию для несовершеннолетних. Во время Великой Отечественной войны — как военный госпиталь. В нем лечился советский летчик-истребитель Алексей Маресьев, прототип главного героя «Повести о настоящем человеке» Бориса Полевого. в 1970-е годы — как турбаза, потом профилакторий тверского завода «Центросвар». В летние месяцы в усадьбе Знаменское-Раёк работал пионерлагерь. 

## Население
| 1859 | 2002 | 2010 |
| ---- | ---- | ---- |
| 56   | ↘33  | ↘26  |

### Национальный и гендерный состав
Согласно результатам переписи 2002 года — 33 человека, 16 мужчин, 17 женщин.

## Достопримечательности
В посёлке — памятник архитектуры XVIII века, усадьба Знаменское-Раёк, действующая церковь иконы Божией Матери «Знамение».

## Транспорт
Посёлок доступен автотранспортом.